# كوكب دون أرضي

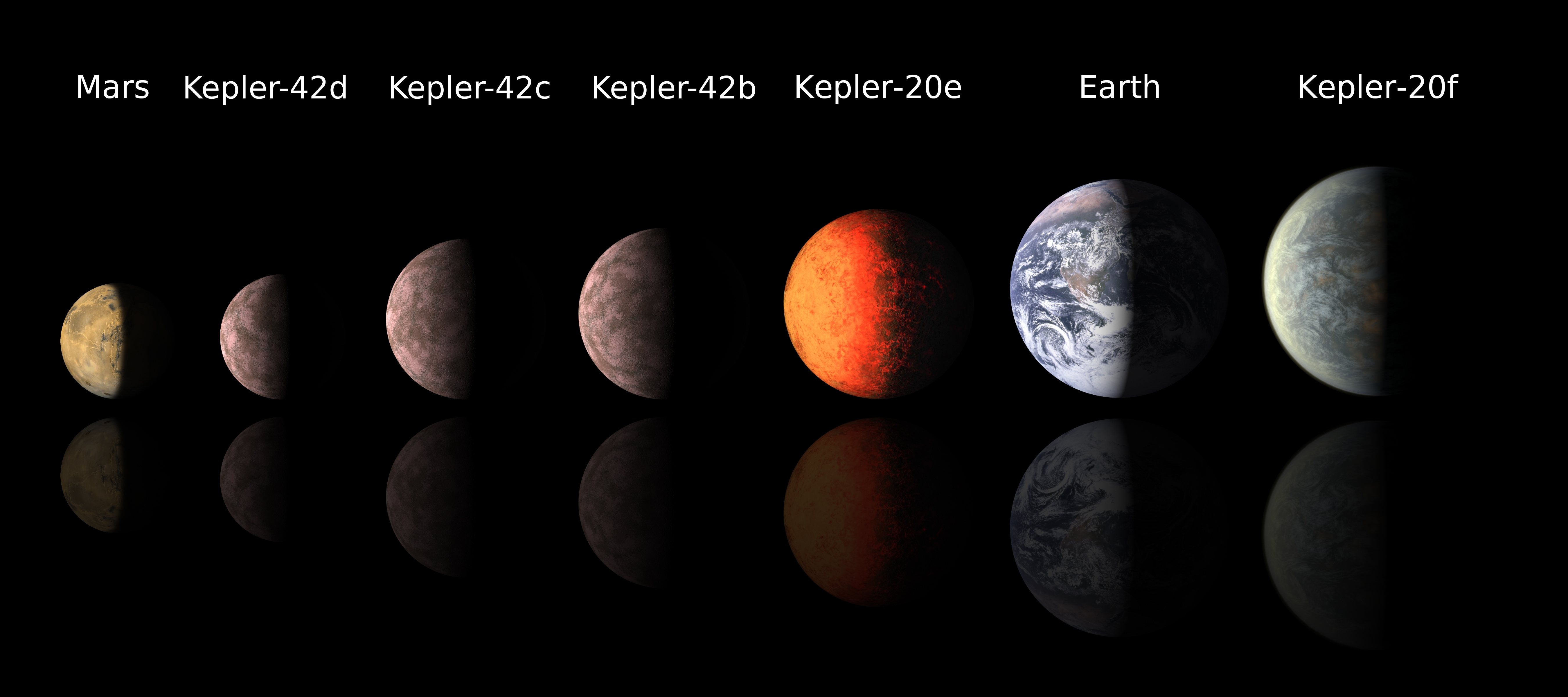
مقارنة حجم الأرض والمريخ والكواكب الخارجية لكل من كيبلر-20 وكيبلر-42.

كوكب دون أرضي هو كوكب أرضي «أقل ضخامة بكثير» من الأرض والزهرة. وتشمل هذه الفئة في النظام الشمسي، عطارد والمريخ. وتُعتبر الكواكب الخارجية الدون أرضية من بين الأنواع الأكثر صعوبة للكشف لأن أحجامها الصغيرة وكتلتها الصغيرة تنتج إشارة ضعيفة.على الرغم من صعوبة كشفها، أحد الكواكب الخارجية الأولى الدون أرضية وجدت حول نباض ميلي ثانية النجم بي أس أر بي1257+12
المسبار الفضائي كيبلر فتح الباب للاكتشاف الكواكب دون أرضية من خلال اكتشافها. في 10 يناير 2012، أول ثلاثة كواكب دون أرضية حول نجم عادي هو النجم كيبلر-42. واعتباراً من يونيو 2014، اكتشف كبلر 45 كوكب مؤكد أصغر من الأرض، 17 منها أصغر من 0.8 كتلة أرضية بالإضافة إلى ذلك، هناك أكثر من 310 كوكب مرشح أنصاف اقطرها تقدر <1 قطر أرضي منها 135 اصغر من 0.8 Rⴲ.
تفتقر الكواكب الدون ارضية عادة إلى وجود غلاف جوي كبير بسبب انخفاض جاذبيتها ومجالاتها المغناطيسية الضعيفة، مما يسمح الإشعاع النجمي بأبادة الغلاف الجوي. ونظرا لأحجامها الصغيرة، وما لم تكن هناك قوى مدية كبيرة عندما تدور بالقرب من النجم الأم، الكواكب الدون ارضية أيضا لها فترات قصيرة من النشاط الجيولوجي.